# Mines de Norilsk-Talnah
Les mines de Norilsk-Talnah (en russe : Норильско-Талнахские рудники) désignent un ensemble de gisements miniers situés dans la région de Norilsk-Talnah, sur la péninsule de Taïmyr, au nord du kraï de Krasnoïarsk, en Russie. Cette zone est reconnue mondialement pour abriter l'un des plus grands gisements de sulfures de nickel-cuivre-platine (en) au monde. L'exploitation de ces mines est principalement assurée par Nornickel, une compagnie minière et métallurgique russe, qui en a fait son actif phare, assurant l'intégralité du cycle de production, de l'extraction du minerai à l'expédition des produits finis. La ville de Talnah, située à environ 26 km au nord de Norilsk, est au cœur de cette activité minière intense, donnant son nom à certains des gisements les plus importants.
Historiquement, la découverte et le développement de ces gisements ont transformé la région en un pôle industriel majeur. Les minerais extraits de Norilsk-Talnah sont caractérisés par leur richesse en métaux de base et précieux, notamment le nickel, le cuivre, le palladium, le platine, le rhodium et le cobalt. Ces mines sont cruciales pour l'approvisionnement mondial en ces métaux stratégiques. Les opérations minières incluent l'extraction de minerais riches, cuivreux et disséminés, qui sont ensuite traités dans des concentrateurs comme celui de Talnah, avant d'être acheminés vers les usines métallurgiques pour raffinage.
L'importance des mines de Norilsk-Talnah ne se limite pas à leur contribution économique. Elles représentent également un défi environnemental majeur en raison des émissions de dioxyde de soufre et d'autres polluants associés aux activités de fonderie. Des efforts sont déployés pour moderniser les installations et réduire l'impact écologique, mais la région reste confrontée à des problématiques de pollution considérables.

## Géologie
Les gisements de Norilsk-Talnah, situés dans la partie nord-ouest de la plateforme sibérienne, en Sibérie septentrionale, constituent l'un des plus grands et des plus riches complexes miniers au monde pour le nickel, le cuivre et les éléments du groupe du platine (MGP). Ces dépôts sont associés à la vaste province magmatique de Sibérie, formée lors d'un événement volcanique cataclysmique au Permien-Trias, il y a environ 250 millions d'années, et qui est également liée à l'extinction de masse Permien-Trias.
La formation des gisements est étroitement liée à des intrusions de gabbro-dolérite, qui représentent une partie du système d'alimentation des trapps sibériens, une formation basaltique massive d'une épaisseur pouvant atteindre 3 500 mètres et couvrant plus de 2,5 millions de km². Ces intrusions, notamment celles de Talnah et Kharaelakh (ru), sont des corps stratifiés et différenciés qui ont pénétré des séquences sédimentaires paléozoïques et des basaltes du Permien-Trias. La minéralisation sulfurée s'est formée à partir de magmas silicatés qui se sont saturés en sulfures, permettant la ségrégation d'une phase sulfurée liquide riche en métaux. Un aspect unique de ces gisements est le volume important de minerais sulfurés par rapport au volume des roches intrusives silicatées.
Les principaux minerais sulfurés comprennent la pyrrhotite, la pentlandite et la chalcopyrite, qui sont les hôtes du nickel, du cuivre et des MGP, respectivement. La richesse exceptionnelle de ces gisements est attribuée à une combinaison de facteurs géologiques favorables, notamment la présence de roches sédimentaires riches en soufre dans la séquence encaissante, qui ont contribué à la saturation en sulfures des magmas, ainsi que des structures tectoniques profondes (comme la zone de faille Norilsk-Kharaelakh) qui ont servi de conduits pour l'ascension des magmas minéralisés.

## Histoire
Les origines de l'exploitation minière dans la région de Norilsk-Talnah remontent bien avant le XXe siècle, avec des connaissances sur la présence de gisements minéraux dans le craton sibérien établies depuis au moins deux siècles avant la fondation de la ville de Norilsk elle-même. Cependant, l'exploitation industrielle de ces richesses n'a véritablement débuté qu'en 1939, marquant le début de l'extraction souterraine dans cette région arctique reculée. Les gisements de nickel de Norilsk-Talnah, formés il y a environ 250 millions d'années lors de l'éruption des trapps de Sibérie, sont reconnus comme les plus vastes dépôts de nickel au monde.
Le développement de la région a été impulsé par une décision du Conseil des commissaires du peuple de l'URSS en 1935 de construire l'usine de Norilsk. La production a démarré en 1942 avec la première coulée de matte de convertisseur, suivie par l'ouverture d'un atelier d'électrolyse du nickel en 1943. En 1953, Norilsk a obtenu le statut de ville, et l'usine de Norilsk produisait alors une part significative de la production totale de métaux de l'Union Soviétique : 35% du nickel, 12% du cuivre, 30% du cobalt et 90% des métaux du groupe du platine (MGP).

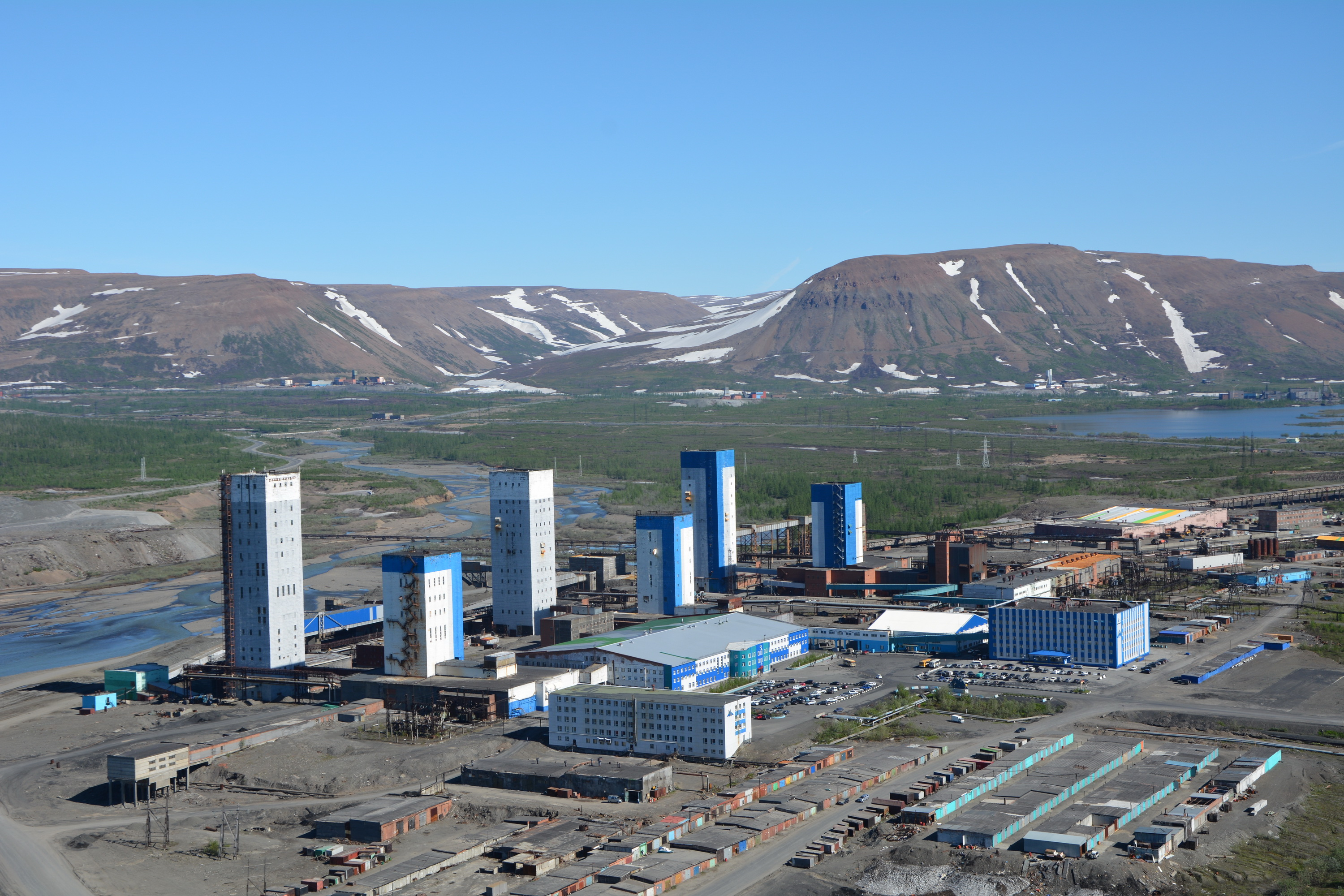
La mine d'Oktiabrski à Talnah.

Un jalon crucial fut la découverte du gisement de Talnakhskoye en 1960, identifié comme le plus grand gisement de minerais de cuivre-nickel au monde, ce qui a revitalisé l'activité minière et industrielle de Norilsk,. Cette découverte a entraîné le début des travaux de construction de nouvelles mines et de la ville de Talnah sur la péninsule de Taïmyr. En 1965, le gisement d'Oktyabrskoye, un autre important dépôt de minerais de cuivre-nickel, a également été mis au jour. La première extraction de minerai à Talnah a eu lieu en 1965, et la grande mine de Komsomolsky a commencé ses opérations en 1971 avec des puits de 800 mètres, suivie par la mine d'Oktiabrski.
Le développement des infrastructures s'est poursuivi avec la mise en service de l'usine métallurgique de Nadezhda et de la première étape du concentrateur de Talnah en 1981. En 1989, l'industrie minière russe a été restructurée, menant à la création de Norilsk Nickel, qui a regroupé le combinat de Norilsk, Pechenganickel et d'autres entités. Un décret du Président de la fédération de Russie en 1993 a transformé le consortium d'État Norilsk Nickel en une société par actions, dont les actifs ont été privatisés en 1994. Depuis le début de l'exploitation minière en 1940, la région de Norilsk-Talnah a produit des quantités considérables de métaux, avec des estimations de 8,3 millions de tonnes de nickel et 16,3 millions de tonnes de cuivre. Les opérations minières principales sont actuellement menées à des profondeurs allant de -400 m à -930 m, avec des projets d'amélioration et de réparation des tunnels d'extraction.
Au XXIe siècle siècle, Norilsk Nickel a continué d'investir massivement dans le développement et la modernisation de ses opérations. En 2015, la première étape du concentrateur de Talnah a été mise en service. L'année 2016 a vu la fermeture de l'usine de nickel, un projet visant à réduire significativement les émissions de dioxyde de soufre dans la région de Norilsk. En 2017, Norilsk Nickel a achevé le projet de modernisation du concentrateur de Talnah, augmentant sa capacité de plus de 30%. Des investissements importants ont été réalisés pour l'expansion et la modernisation de la troisième étape du concentrateur de Talnah et le développement du cluster Sud, avec un investissement combiné estimé à environ 90 milliards de roubles (environ 1,4 milliard de dollars américains) pour la période 2019-2022,. Ces projets visent à garantir la pérennité de la production et à renforcer la position de Norilsk Nickel sur le marché mondial des métaux.
L'histoire des mines de Norilsk-Talnah est également marquée par l'utilisation de la main-d'œuvre forcée. Pendant l'ère soviétique, le Goulag de Norilsk (Norillag) a joué un rôle central dans la construction des infrastructures minières et industrielles de la région. Des milliers de prisonniers ont été contraints de travailler dans des conditions extrêmes, contribuant ainsi au développement rapide de ce complexe minier stratégique. Cette période sombre fait partie intégrante du récit historique de Norilsk et de ses mines, soulignant les coûts humains du développement industriel dans des environnements aussi hostiles. Aujourd'hui, Norilsk Nickel (renommé Nornickel en 2016) continue d'être un acteur majeur de l'économie russe, mais l'héritage de son passé, notamment en termes d'impact environnemental et social, reste un sujet de discussion et de préoccupation.

## Impact environnemental considérable
Les mines et les installations de Norilsk-Talnah, opérées principalement par Nornickel, sont depuis des décennies une source majeure de pollution environnementale dans l'Arctique russe, transformant la région en l'un des lieux les plus pollués de la planète. L'impact est visible à travers des émissions atmosphériques massives, une contamination des eaux et des sols, et des dommages irréversibles aux écosystèmes locaux, exacerbés par la fragilité de l'environnement arctique et les défis posés par le changement climatique, notamment la fonte du pergélisol.

### Pollution atmosphérique
La principale préoccupation environnementale liée aux opérations de Norilsk-Talnah est l'émission colossale de dioxyde de soufre (SO2). Les installations de Nornickel sont le plus grand émetteur anthropique de SO2 au monde, rivalisant avec les émissions des volcans en éruption. En 2022, les émissions de SO2 à Norilsk s'élèvent à environ 1,765 million de tonnes, représentant une part significative des émissions atmosphériques de la Russie. Ces émissions ont des conséquences dévastatrices : elles provoquent des pluies acides qui brûlent la végétation, acidifient les sols et les plans d'eau, et contribuent à la formation de brouillard et de neige acides. Des études basées sur les cernes des arbres ont montré une augmentation spectaculaire de la pollution au SO2 à partir de 1942, avec un taux de mortalité des forêts atteignant 30% par an dans certaines zones dans les années 1960. Dans un rayon de 65 km à l'est de Norilsk, tous les mélèzes étaient morts au début des années 1980.
Outre le SO2, les émissions atmosphériques contiennent également des métaux lourds tels que le nickel, le cuivre et le cobalt, qui ont des effets néfastes sur l'environnement et la santé humaine. La pollution est si intense qu'elle a créé un paysage stérile de forêts boréales mortes ou mourantes, une cicatrice visible depuis l'espace, plus grande que l'État du New Jersey.

### Contamination des eaux et des sols

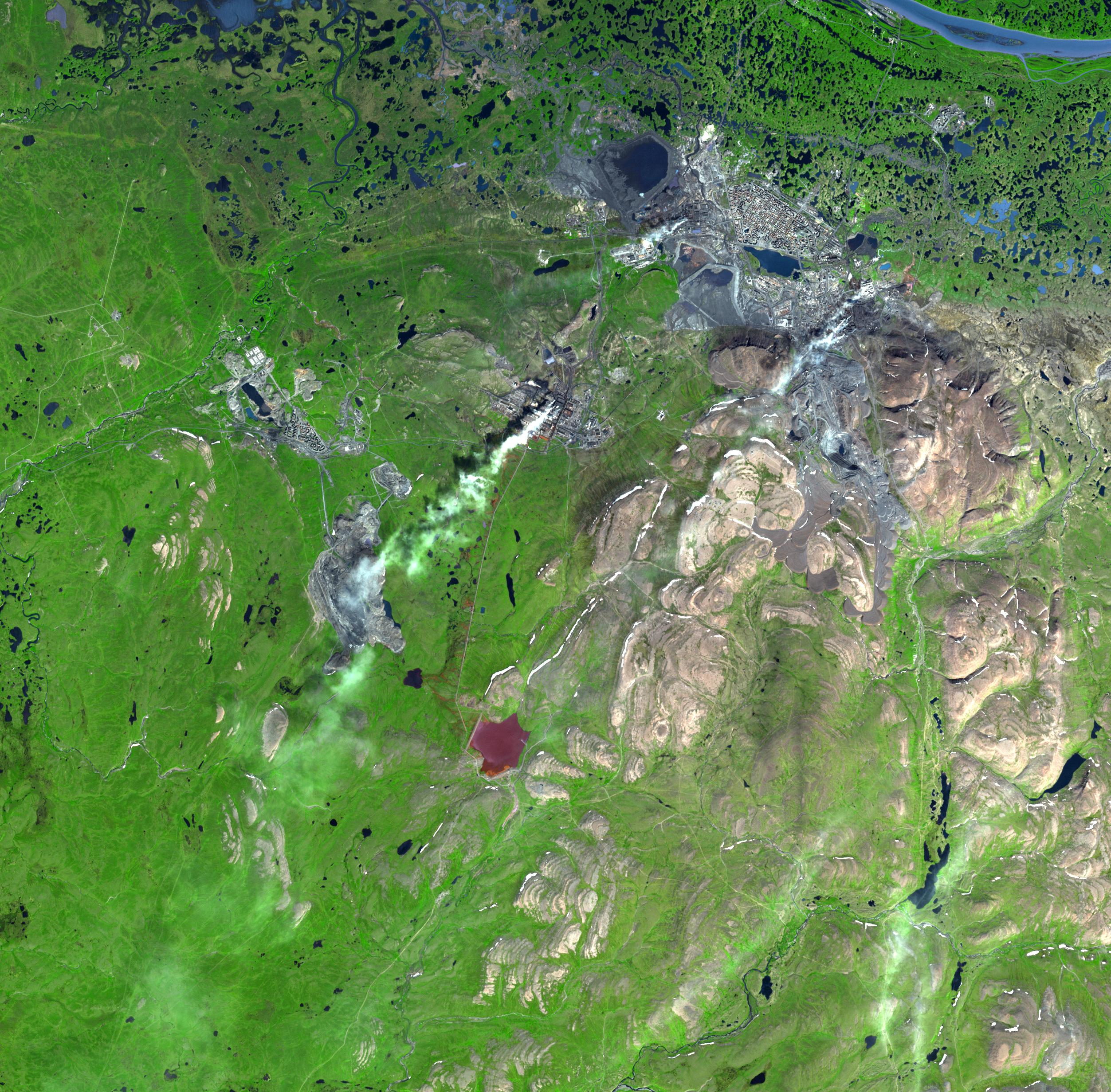
La ville de Norilsk vue depuis l'espace en 2000.

Les activités minières et de fonderie ont également entraîné une contamination généralisée des eaux et des sols. Les eaux usées issues de la métallurgie non ferreuse, totalisant 168 millions de tonnes en 2022 pour les entreprises de Nornickel, contribuent à l'acidification des plans d'eau. Les rivières glaciaires de la région ont été signalées comme devenant rouges en raison de la pollution.
Plusieurs incidents majeurs de déversements ont marqué l'histoire environnementale de Norilsk. Le 29 mai 2020, un réservoir de carburant diesel s'est effondré à la centrale thermique n°3 de Norilsk, libérant environ 20 000 tonnes de carburant dans le ruisseau Bezymianny et les rivières Daldykan (en) et Ambarnaya (en). Ce déversement, le plus important de l'histoire de l'Arctique, a causé des dommages environnementaux considérables, avec une contamination atteignant la mer de Kara. Nornickel a été condamné à une amende record de 2 milliards de dollars pour cet incident. Un autre déversement important s'est produit en 2016, lorsque des eaux contaminées provenant du bassin de résidus de l'usine métallurgique de Nadezhda ont atteint la rivière Daldykan.
La dégradation des sols est également manifeste, avec la création de zones désertiques souvent qualifiées de « paysages lunaires » autour de Norilsk. La diversité des communautés végétales dans la région industrielle de Norilsk est réduite de 70 à 80 % par rapport aux zones non polluées de la toundra. Environ 24 000 kilomètres carrés de forêt boréale ont été détruits depuis les années 1960 en raison des émissions associées aux activités minières et de fonderie. La pollution aux métaux lourds près de Norilsk est si importante qu'il est désormais économiquement viable d'exploiter le sol, qui a été si fortement pollué qu'il contient des teneurs rentables en platine et en palladium.

### Impact sur le pergélisol et le changement climatique
La région de Norilsk est située dans une zone de pergélisol, rendant les infrastructures particulièrement vulnérables aux effets du changement climatique. La fonte du pergélisol, due au réchauffement global, menace la stabilité des bâtiments et des installations industrielles, augmentant le risque d'accidents environnementaux. Le déversement de diesel de 2020 a été directement lié à l'affaissement d'un réservoir de stockage construit sur du pergélisol en dégel. Ce type d'incident met en évidence la double vulnérabilité de la région : d'une part, elle est fortement impactée par le changement climatique, et d'autre part, ses activités industrielles contribuent elles-mêmes aux émissions de gaz à effet de serre, créant un cercle vicieux.

### Efforts de réduction de la pollution et perspectives
Face à la pression internationale et aux conséquences des catastrophes environnementales, Nornickel a annoncé des plans ambitieux pour réduire son empreinte écologique. L'entreprise s'est engagée à investir des milliards de dollars dans des projets de modernisation visant à réduire les émissions de dioxyde de soufre de 90 % d'ici 2025. Des mesures telles que la fermeture de l'ancienne usine de nickel en 2016 et la modernisation du concentrateur de Talnah ont déjà permis de réduire les émissions. En 2023, l'entreprise a commencé la capture du dioxyde de soufre, marquant une étape importante dans ses efforts de dépollution.
Malgré ces initiatives, la méfiance persiste parmi les résidents et les organisations environnementales, qui soulignent un historique d'inaction et de dissimulation de la part de l'entreprise. La réhabilitation complète de l'environnement de Norilsk-Talnah représente un défi immense, compte tenu de l'ampleur des dommages accumulés sur des décennies et de la complexité des écosystèmes arctiques. La situation de Norilsk est souvent citée comme un exemple de la nécessité de renforcer les lois environnementales internationales et de considérer l'écocide comme un crime passible de poursuites.

## Rôle stratégique dans l'économie mondiale et situation sous sanctions occidentales

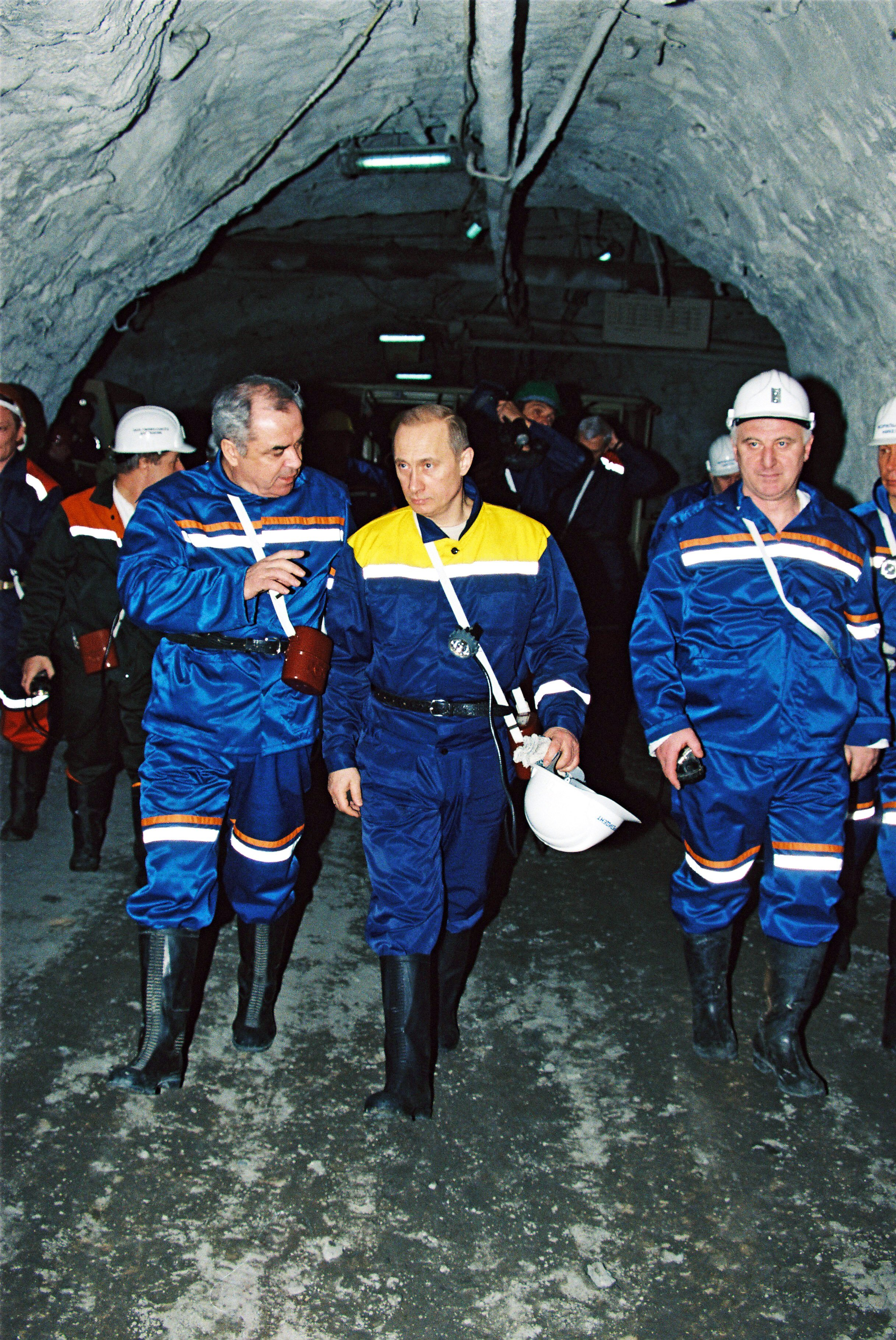
Vladimir Poutine visitant la mine d'Oktiabrski en 2002.

Les mines de Norilsk-Talnah jouent un rôle d'une importance capitale dans l'économie mondiale en raison de leur position dominante dans la production de métaux stratégiques. Nornickel est le premier producteur mondial de nickel de haute qualité (classe I) et de palladium, et un acteur majeur dans la production de platine, de cuivre et de cobalt. L'entreprise représente une part considérable de l'approvisionnement mondial de ces métaux, avec environ 6 % de la production mondiale de nickel et une part encore plus élevée pour le palladium. Cette position confère à la région de Norilsk-Talnah une influence significative sur les marchés mondiaux des matières premières, notamment pour les industries de haute technologie, l'automobile (véhicules électriques), l'électronique et la joaillerie.

### Importance économique pour la Russie
Pour la Russie, Nornickel est un pilier économique majeur. L'entreprise contribue de manière significative au produit intérieur brut (PIB) du pays et à ses exportations. En 2018, elle représentait environ 0,7% du PIB russe, 2,6% de la production industrielle nationale totale, 11,4% de la production de métaux et 2,6% des exportations russes. La ville de Norilsk elle-même est intrinsèquement liée aux opérations de Nornickel, fonctionnant comme une ville d'entreprise géante où une grande partie de la population est employée par la compagnie. Le maintien de la production et de la stabilité financière de Nornickel est donc d'une importance stratégique pour la stabilité économique et sociale de la région arctique russe et pour l'ensemble du pays.

### Impact des sanctions occidentales
L'invasion de l'Ukraine par la Russie en 2022 a entraîné une série de sanctions économiques imposées par les pays occidentaux, notamment les États-Unis et le Royaume-Uni. Bien que Nornickel n'ait pas été directement visé par des sanctions généralisées au même titre que d'autres entreprises russes, l'entreprise a été confrontée à des défis importants en raison des restrictions sur les importations de métaux russes et des complications liées aux paiements et à la chaîne d'approvisionnement. En avril 2024, les États-Unis et le Royaume-Uni ont conjointement annoncé une interdiction d'importation d'aluminium, de cuivre et de nickel d'origine russe, et le London Metal Exchange (LME) a interdit la livraison de nouveaux métaux russes dans ses entrepôts,.
Ces sanctions ont eu un impact notable sur les résultats financiers de Nornickel. L'entreprise a signalé une baisse de 37% de son bénéfice net en 2024, citant les sanctions occidentales persistantes et les défis du marché. Les exportations russes de nickel ont également diminué de manière significative en 2023 en raison des sanctions et des auto-sanctions de certains acheteurs. Malgré cela, l'entreprise a affirmé s'être adaptée aux perturbations de la chaîne d'approvisionnement et a continué à produire, bien que la livraison d'équipements pour les réparations ait été affectée.
Les sanctions ont également poussé les producteurs de métaux russes, y compris Nornickel, à se tourner davantage vers les marchés asiatiques, notamment la Chine, pour leurs exportations. Bien que les craintes initiales d'une perturbation majeure du marché mondial du nickel aient été atténuées, les sanctions continuent de créer une incertitude et des ajustements dans les flux commerciaux mondiaux de métaux. Nornickel a averti que les sanctions pourraient augmenter le risque de perturbations du marché des métaux et de volatilité des prix, ce qui aurait un impact négatif sur les consommateurs du monde entier.